# شهادة اعتماد المنتج

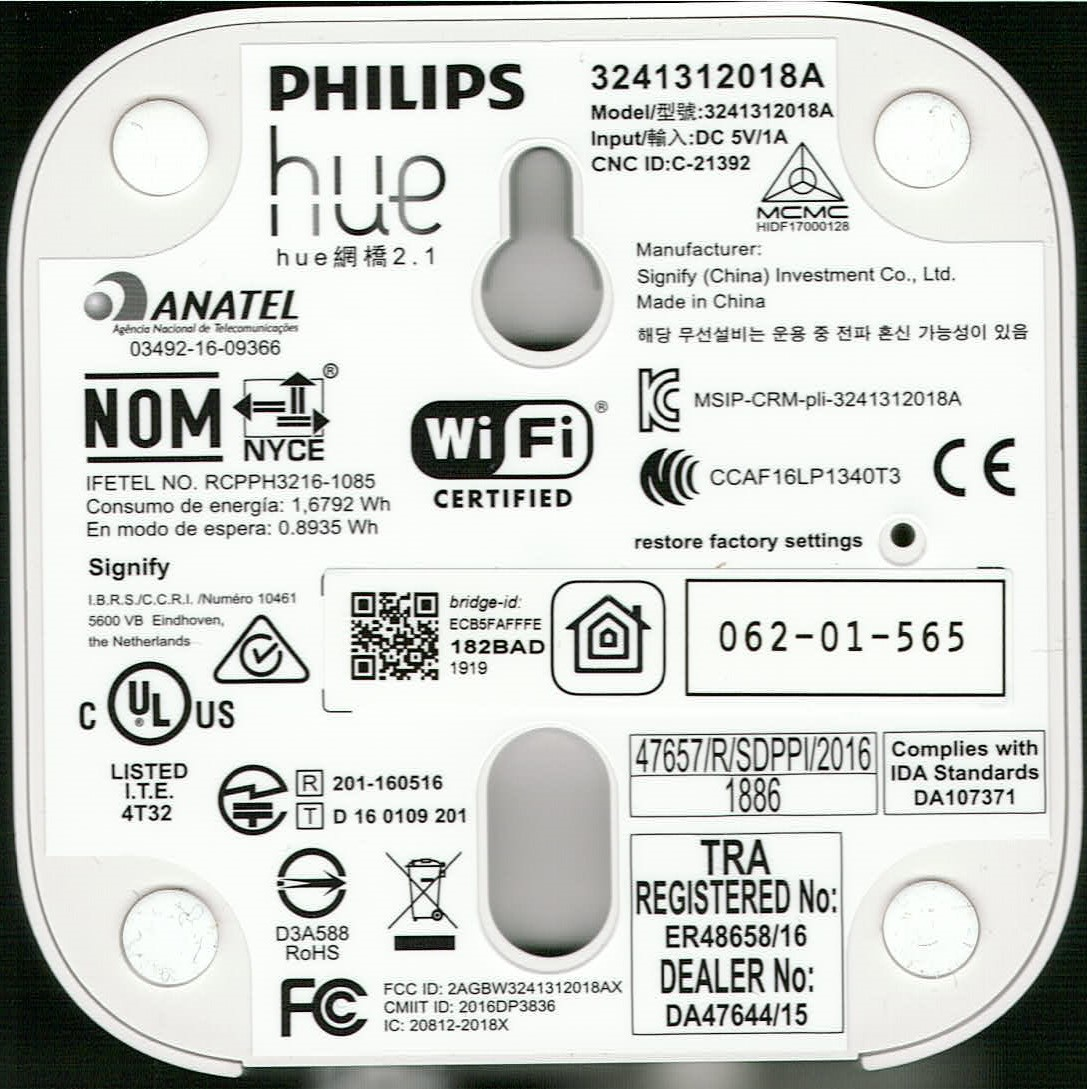

شهادة اعتماد المنتج أو «تأهيل المنتج» هي عملية التصديق على أن منتجًا معينًا قد اجتاز اختبارات الأداء واختبارات ضمان الجودة، واستوفى معايير التأهيل المنصوص عليها في العقود أواللوائح أو المواصفات (تسمى عادة «أنظمة إصدار الشهادات»).
معظم الهيئات المانحة لشهادات اعتماد المنتجات تعتمد على دليل الأيزو (ISO / IEC /65:1996)؛ وهو معيار دولي لضمان الكفاءة في تلك المنظمات المانحة لشهادات اعتماد المنتج.
وتسمى المنظمات التي تقوم بهذا الاعتماد هيئات الاعتماد، ويتم تقييمها من قبل نظراء عالميين وفقًا لمعيارالأيزو(ISO 17011)؛ كما تضمن هيئات الاعتماد التي تشارك في اتفاقية «منتدى الاعتماد الدولي» أن يتكون هناك موافقة من الأطراف المتعددة على المنتج، وكذلك تلبية المتطلبات الإضافية المنصوص عليها في إرشادات تطبيق دليل الأيزو (ISO / IEC /65:1996).
ومن أمثلة «أنظمة إصدار الشهادات» معهد معدات السلامة لأغطية الرأس الواقية، وبرنامج هيئة الاتصالات الفيدرالية (FCC) التابع لهيئة الاتصالات الفيدرالية (TCB) لأجهزة الاتصالات الراديوية، وبرنامج نجمة الطاقة Energy Star التابع لوكالة حماية البيئة الأمريكية، واللجنة الدولية لقواعد الموافقة على سلامة المنتجات الكهربائية ((IEECE CB Scheme، MAS (خدمات تحليل المواد)، وبرنامج Green IEQ المعتمد، وبرنامج معهد جرين جارد البيئي لجودة الهواء الداخلي.
وعادةً ما يتم كتابة «أنظمة إصدار الشهادات» لتتضمن كلأ من أساليب اختبار الأداء التي يجب إخضاع المنتج لها وكذلك المعايير التي يجب أن يفي بها المنتج ليصبح معتمدًا، وغالباً ما تسمى شهادات الاعتماد (والشهادات التي توثق وجودها) "certs" في المصطلحات اليومية لمختلف الصناعات.   